# Matej Beňuš
Matej Beňuš (n. 2 noiembrie 1987, Bratislava, Cehoslovacia) este un canoist ce a reprezentat Slovacia, medaliat olimpic. A participat la 3 ediții ale Jocurilor Olimpice (2016, 2020, 2024) în care a câștigat o medalie de bronz.